# Знаменщиковское сельское поселение
Знаменщиковское се́льское поселе́ние — муниципальное образование в Сорокинском районе Тюменской области Российской Федерации.
Административный центр — село Знаменщиково.

## История
Статус и границы сельского поселения установлены Законом Тюменской области от 5 ноября 2004 года № 263 «Об установлении границ муниципальных образований Тюменской области и наделении их статусом муниципального района, городского округа и сельского поселения».

## Население
| 2010 | 2011 | 2012 | 2013 | 2014 | 2015 | 2016 |
| ---- | ---- | ---- | ---- | ---- | ---- | ---- |
| 289  | ↗290 | ↘265 | →265 | ↘253 | ↘248 | ↘247 |
| 2017 | 2018 | 2019 | 2020 | 2021 |      |      |
| ↘234 | ↘230 | ↘223 | ↘206 | ↗226 |      |      |

## Состав сельского поселения
| № | Населённый пункт | Тип населённого пункта       | Население |
| - | ---------------- | ---------------------------- | --------- |
| 1 | Знаменщиково     | село, административный центр | 258       |
| 2 | Сергина          | деревня                      | 30        |

### Упразднённые населённые пункты
В 2015 году упразднена деревня Рюмиха в связи с прекращением существования.